# Sabine Appelmans
Sabine Appelmans (Aalst, 22 aprile 1972) è un'ex tennista belga.

## Carriera
Ha fatto il suo esordio tra le professioniste nel 1991 e nello stesso anno ha vinto i primi due titoli in singolare, a Scottsdale e Nashville.
In carriera ha vinto un totale di sette titoli in singolare e quattro nel doppio; nei tornei dello Slam ha raggiunto i quarti di finale agli Australian Open 1997 dove è stata sconfitta in tre set da Mary Pierce e nel doppio è arrivata fino alle semifinali di Wimbledon 1997 insieme a Miriam Oremans.
Nel 1992 ha rappresentato il Belgio alle Olimpiadi di Barcellona, dove è arrivata ai quarti di finale.
In Fed Cup ha giocato un totale di cinquantaquattro match con la squadra belga vincendone trentadue ed è stata capitano della squadra tra il 2007 e il 2011.

## Statistiche

### Singolare

#### Vittorie (7)
| Legenda: Prima del 2009 | Legenda: Dal 2009     |
| ----------------------- | --------------------- |
| Grande Slam (0)         |                       |
| Ori Olimpici (0)        |                       |
| WTA Championships (0)   |                       |
| Tier I (0)              | Premier Mandatory (0) |
| Tier II (0)             | Premier 5 (0)         |
| Tier III (3)            | Premier (0)           |
| Tier IV & V (4)         | International (0)     |

| No. | Data             | Torneo                                 | Superficie    | Avversaria in finale | Punteggio           |
| 1.  | 3 novembre 1991  | Virginia Slims of Arizona, Scottsdale  | Cemento       | Chanda Rubin         | 7–5, 6–1            |
| 2.  | 10 novembre 1991 | Virginia Slims of Nashville, Nashville | Cemento (i)   | Katrina Adams        | 6–2, 6–4            |
| 3.  | 19 aprile 1992   | Pattaya Women's Open, Pattaya          | Cemento       | Andrea Strnadová     | 7–5, 3–6, 7–5       |
| 4.  | 13 febbraio 1994 | Generali Ladies Linz, Linz             | Sintetico (i) | Meike Babel          | 6–1, 4–6, 7–6(3)    |
| 5.  | 17 aprile 1994   | Pattaya Women's Open, Pattaya          | Cemento       | Patty Fendick        | 6(5)–7, 7–6(5), 6–2 |
| 6.  | 30 aprile 1995   | Croatian Bol Ladies Open, Zagabria     | Terra rossa   | Silke Meier          | 6–4, 6–3            |
| 7.  | 3 marzo 1996     | Generali Ladies Linz, Linz             | Sintetico (i) | Julie Halard-Decugis | 6–2, 6–4            |

### Doppio

#### Vittorie (4)
| Legenda: Prima del 2009 | Legenda: Dal 2009     |
| ----------------------- | --------------------- |
| Grande Slam (0)         |                       |
| Ori Olimpici (0)        |                       |
| WTA Championships (0)   |                       |
| Tier I (0)              | Premier Mandatory (0) |
| Tier II (2)             | Premier 5 (0)         |
| Tier III (1)            | Premier (0)           |
| Tier IV & V (1)         | International (0)     |

| No. | Data             | Torneo                        | Superficie    | Compagna          | Avversarie in finale             | Punteggio     |
| 1.  | 20 febbraio 1994 | Open Gaz de France, Parigi    | Sintetico (i) | Laurence Courtois | Mary Pierce Andrea Temesvári     | 6–4, 6–4      |
| 2.  | 15 febbraio 1998 | Open Gaz de France, Parigi    | Sintetico (i) | Miriam Oremans    | Anna Kurnikova Larisa Neiland    | 1–6, 6–3, 7–6 |
| 3.  | 21 giugno 1998   | Ordina Open, 's-Hertogenbosch | Erba          | Miriam Oremans    | Cătălina Cristea Eva Melicharová | 6–7, 7–6, 7–6 |
| 4.  | 21 maggio 2000   | Belgian Open, Anversa         | Terra rossa   | Kim Clijsters     | Jennifer Hopkins Petra Rampre    | 6–1, 6–1      |

### Risultati in progressione
| Sigla | Risultato               |
| ----- | ----------------------- |
| V     | Vincitore               |
| F     | Finalista               |
| SF    | Semifinalista           |
| O     | Oro olimpico            |
| A     | Argento olimpico        |
| SF    | Bronzo olimpico         |
| QF    | Quarti di Finale        |
| 4T    | Quarto turno            |
| 3T    | Terzo turno             |
| 2T    | Secondo turno           |
| 1T    | Primo turno             |
| RR    | Round Robin             |
| LQ    | Turno di qualificazione |
| A     | Assente                 |
| ND    | Non disputato           |

| Legenda superfici    |
| -------------------- |
| Cemento              |
| Terra battuta        |
| Erba                 |
| Superficie variabile |

#### Singolare nei tornei del Grande Slam
| Torneo          | 1988 | 1989 | 1990 | 1991 | 1992 | 1993 | 1994 | 1995 | 1996 | 1997 | 1998 | 1999 | 2000 | 2001 |
| --------------- | ---- | ---- | ---- | ---- | ---- | ---- | ---- | ---- | ---- | ---- | ---- | ---- | ---- | ---- |
| Australian Open | A    | A    | 3T   | 4T   | 1T   | 1T   | 3T   | 3T   | 4T   | QF   | 1T   | 3T   | 3T   | 2T   |
| Open di Francia | 2T   | A    | 1T   | 4T   | 2T   | 2T   | 2T   | 3T   | 3T   | 1T   | 1T   | 1T   | 1T   | A    |
| Wimbledon       | A    | A    | A    | 1T   | 2T   | 3T   | 1T   | 1T   | 4T   | 4T   | 3T   | 2T   | 4T   | A    |
| US Open         | A    | A    | 3T   | 1T   | 4T   | 2T   | 1T   | 3T   | 1T   | 1T   | A    | 4T   | 1T   | A    |

#### Doppio nei tornei del Grande Slam
| Torneo          | 1988 | 1989 | 1990 | 1991 | 1992 | 1993 | 1994 | 1995 | 1996 | 1997 | 1998 | 1999 | 2000 | 2001 |
| --------------- | ---- | ---- | ---- | ---- | ---- | ---- | ---- | ---- | ---- | ---- | ---- | ---- | ---- | ---- |
| Australian Open | A    | A    | A    | QF   | 3T   | 1T   | 2T   | 1T   | 2T   | 2T   | 3T   | 3T   | 3T   | 1T   |
| Open di Francia | A    | A    | A    | 1T   | 3T   | 2T   | 1T   | 1T   | 1T   | 1T   | 2T   | 1T   | 1T   | A    |
| Wimbledon       | A    | A    | A    | 2T   | 1T   | 1T   | 1T   | 3T   | 2T   | SF   | 1T   | 1T   | 1T   | A    |
| US Open         | A    | A    | A    | 3T   | 2T   | A    | 2T   | 1T   | 2T   | 1T   | A    | 1T   | 1T   | A    |

#### Doppio misto nei tornei del Grande Slam
| Torneo          | 1988 | 1989 | 1990 | 1991 | 1992 | 1993 | 1994 | 1995 | 1996 | 1997 | 1998 | 1999 | 2000 | 2001 |
| --------------- | ---- | ---- | ---- | ---- | ---- | ---- | ---- | ---- | ---- | ---- | ---- | ---- | ---- | ---- |
| Australian Open | A    | A    | A    | A    | 1T   | A    | A    | A    | A    | A    | A    | A    | A    | A    |
| Open di Francia | A    | A    | A    | A    | A    | A    | 1T   | A    | A    | A    | 2T   | A    | A    | A    |
| Wimbledon       | A    | A    | A    | A    | 1T   | A    | 1T   | 3T   | A    | 1T   | 1T   | 1T   | 1T   | A    |
| US Open         | A    | A    | A    | A    | A    | A    | A    | A    | A    | A    | A    | A    | A    | A    |

## Vittorie contro giocatrici top 10
| Stagione | 1992 | 1993 | 1994 | 1995 | 1996 | 1997 | 1998 | 1999 | Totale |
| -------- | ---- | ---- | ---- | ---- | ---- | ---- | ---- | ---- | ------ |
| Vittorie | 1    | 0    | 2    | 0    | 2    | 3    | 1    | 2    | 11     |

| #    | Giocatrice              | Ranking | Evento                                         | Superficie    | Turno | Punteggio       | Rank. SAR |
| ---- | ----------------------- | ------- | ---------------------------------------------- | ------------- | ----- | --------------- | --------- |
| 1992 |                         |         |                                                |               |       |                 |           |
| 1.   | Anke Huber (1)          | 9       | US Open, New York                              | Cemento       | 1T    | 6-3, 6-4        | 21        |
| 1994 |                         |         |                                                |               |       |                 |           |
| 2.   | Anke Huber (2)          | 10      | EA-Generali Ladies Linz, Linz                  | Cemento (i)   | QF    | 4-6, 6-3, 6-4   | 30        |
| 3.   | Jana Novotná            | 8       | Virginia Slims of Los Angeles, Manhattan Beach | Cemento       | QF    | 6-4, 4-6, 6-4   | 20        |
| 1996 |                         |         |                                                |               |       |                 |           |
| 4.   | Brenda Schultz-McCarthy | 10      | Torneo di Wimbledon, Londra                    | Erba          | 3T    | 7-5, 3-6, 12-10 | 28        |
| 5.   | Conchita Martínez (1)   | 3       | European Indoors, Zurigo                       | Sintetico (i) | 2T    | 6-4, 6-4        | 23        |
| 1997 |                         |         |                                                |               |       |                 |           |
| 6.   | Conchita Martínez (2)   | 5       | Australian Open, Melbourne                     | Cemento       | 4T    | 2-6, 7-5, 6-1   | 18        |
| 7.   | Arantxa Sánchez Vicario | 4       | Fed Cup, Sprimont                              | Cemento (i)   | QF    | 6-3, 2-6, 8-6   | 19        |
| 8.   | Iva Majoli              | 4       | European Indoors, Zurigo                       | Sintetico (i) | 2T    | 7-6(4), 6-2     | 17        |
| 1998 |                         |         |                                                |               |       |                 |           |
| 9.   | Irina Spîrlea           | 10      | Faber Grand Prix, Hannover                     | Sintetico (i) | 1T    | 4-1 rit.        | 24        |
| 1999 |                         |         |                                                |               |       |                 |           |
| 10.  | Amanda Coetzer          | 7       | Porsche Tennis Grand Prix, Filderstadt         | Cemento (i)   | 1T    | 7-6(5), 6-2     | 42        |
| 11.  | Julie Halard-Decugis    | 9       | Sparkassen Cup, Lipsia                         | Sintetico (i) | 2T    | 6-2, 6-3        | 38        |